# Arnulphe d'Avise
Arnulphe d'Avise (italianisé en Arnolfo) (né à Avise vers 1090, mort à Aoste le 12 août 1159) est un ecclésiastique valdôtain qui fut évêque d'Aoste de 1149/1152 à 1159.

## Biographie

### Origine
Arnulphe nait vers 1090 à Avise dans une noble famille valdôtaine, la famille d'Avise. Son père est Hugues, seigneur d'Avise et sa mère se nomme Marie.

### Chanoine de Saint-Ours
Arnulphe se destine à l'Église et il entre très jeune comme chanoine à la collégiale de Saint-Ours dont il devient prieur. À cette époque, la discipline s'était relâchée chez les chanoines et la vie régulière cloîtrée avait cessé vers 1050 ; par ailleurs les bénéfices étaient parfois partagés en indivis avec les chanoines du chapitre de la cathédrale. En accord avec l'évêque Herbert d'Aoste, lui-même ancien chanoine de saint Augustin, Arnulphe demande au pape Innocent II l'instauration dans la collégiale d'un chapitre de chanoines réguliers de saint Augustin avec des biens nettement séparés. Leur requête est acceptée par la bulle du 11 novembre 1132 et la vie régulière reprend l'année suivant, comme l'indique l'inscription suivante sur un des chapiteaux du cloître : « IN H. CLAVSTRO REGVLARIS VITA INCEPTA EST ANN AB INCARNATIONE DNI M.C.XXX III » Afin de parfaire la clôture entre le dortoir commun et l'église, Arnulphe fait édifier le nouveau cloître qui s'y trouve toujours. Sur un autre chapiteau, Arnulphe est représenté aux côtés de saint Ours recevant la bénédiction d'Herbert sous le regard de saint Augustin.

### Évêque
Les trois successeurs d'Herbert à l'évêché d'Aoste meurent rapidement et Arnulphe aurait été élu évêque en 1149, selon Joseph-Auguste Duc qui s'appuie sur un document par lequel il reçoit du comte Humbert III de Savoie une mine d'argent à Cogne sur le conseil de l'évêque Amédée de Lausanne qui cesse d'exercer son office de conseiller du comte en 1150. Toutefois, le premier document où il apparaît clairement comme évêque est du 15 janvier 1152. Il s'agit d'une bulle pontificale par laquelle Eugène III confirme les droits de l'Église d'Aoste. Le 24 novembre 1153, le nouveau Pape Anastase IV lui adresse un bref ainsi qu'à l'archevêque de Tarentaise dont il est le suffragant au sujet d'une route construite par Humbert III. Le dernier document de son épiscopat est du 31 octobre 1158, lorsqu'il concède des droits sur divers terrains aux frères Guillaume et Bernard.
Le Martyrologe de la Cathédrale d'Aoste « Prid idus Aug. Ob. Arnulfus episcopi » comme le nécrologe de la collégiale « Prid idus Aug O. Arnulfus prior S. Ursi et episcopus Augustensis »  mentionnent sa mort le même jour un 12 août peut être de 1159. Il meurt après dix ans d'épiscopat avec une grande réputation de sainteté qui lui vaut le qualificatif local de  bienheureux.

## Articles liés
- Famille d'Avise
- Collégiale de Saint-Ours

## Sources
- (it) Aimé-Pierre Frutaz Fonti per la storia de la Valle d'Aosta « Cronotassi dei vescovi », Ed. di Storia e Letteratura, Rome, 1966. Réédition 1997  (ISBN 8886523335),
- (it)  Fedele Savio Gli antichi vescovi d'Italia dalle origini al 1300 descretti per regioni Fratelli Bocca Editore  1898.
- Abbé Joseph-Marie Henry, Histoire populaire religieuse et civile de la Vallée d’Aoste, Aoste, Imprimerie Marguerettaz, 1929, réédition en 1967, chapitre 75, « Le Bienheureux noble Arnulphe d'Avise… », p. 93-94.
- (it) Alessandro Barbero Valle d'Aosta medievale, Naples, Liguori Editore, 2000  (ISBN 8820731622), « Una comunità di canonici riformata nei secoli XII e XII: il capitolo di S. Orso ad Aosta  »p. 79-125.